# Мехмед Решид паша Бошнакзаде
Мехмед Решид паша Бошнакзаде (на турски: Mehmed Reşid Paşa, Boşnakzade) е османски офицер и чиновник.

## Биография
Роден е в 1812 година. От юни 1851 до май 1853 година е валия в Одрин. Валия е в Солун от февруари до юли 1854 г. От август 1854 до септември 1855 година е валия на Румелийския еялет. По-късно е валия на Сивас, Кастамону и Бурса (Хюдавендигар).
Умира в 1877 година.